# ایدن (ایندیانا)
ایدن (به انگلیسی: Eden) یک منطقهٔ مسکونی در ایالات متحده آمریکا است که در شهرستان هنکاک، ایندیانا واقع شده‌است. ایدن ۲۶۷٫۹۲ متر بالاتر از سطح دریا واقع شده‌است.